# Happy Families
Happy Families från 1990 är folkrocksångerskan Maddy Priors (med Rick Kemp) femte album.

## Låtlista
1. Happy Families - 3.50
2. Good Job - 2.38
3. Rose - 3.45
4. Mother and Child - 2.39
5. Here Comes Midnight - 3.46
6. Bewcastle - 5.45
7. Who's Sorry Now? - 2.05
8. Fire On The Line - 4.30
9. Goodbye - 4.22
10. Alex - 3.01
11. Low Flying - 4.13
12. Happy Families (reprise) - 1.15
13. Bewcastle Instrumental - 4.09